# Magoeari
De magoeari (Ciconia maguari) is een Zuid-Amerikaanse ooievaar.

## Kenmerken
De magoeari is verwant aan de Europese ooievaar maar is met een hoogte van 97 tot 120 cm net wat groter. Hij heeft een massa van 3,4 tot 4,5 kg en een spanwijdte van 160 tot 180 cm. De mannetjes zijn iets groter dan de vrouwtjes. Het verenkleed van de magoeari is zwart-wit. Volwassen dieren hebben een blauwgrijze snavel, een oranje huid rond de ogen en witte irissen.

## Verspreiding
De magoeari komt voor in Zuid-Amerika ten oosten van de Andes, met name van oostelijk Colombia en Venezuela tot centraal Argentinië, in drasland en landbouwgebied.

## Gedrag
Deze ooievaar voedt zich met vissen, amfibieën, reptielen en andere kleine dieren. Hij nestelt in kolonies van vijf tot vijftien paartjes, waarbij de afstand tussen de nesten soms slechts 60 cm bedraagt. De grote nesten worden gebouwd in struiken of kleine bomen op een hoogte van één tot zes meter. Het legsel bestaat uit twee tot drie eieren, die in ongeveer 30 dagen worden uitgebroed.

## Afbeeldingen

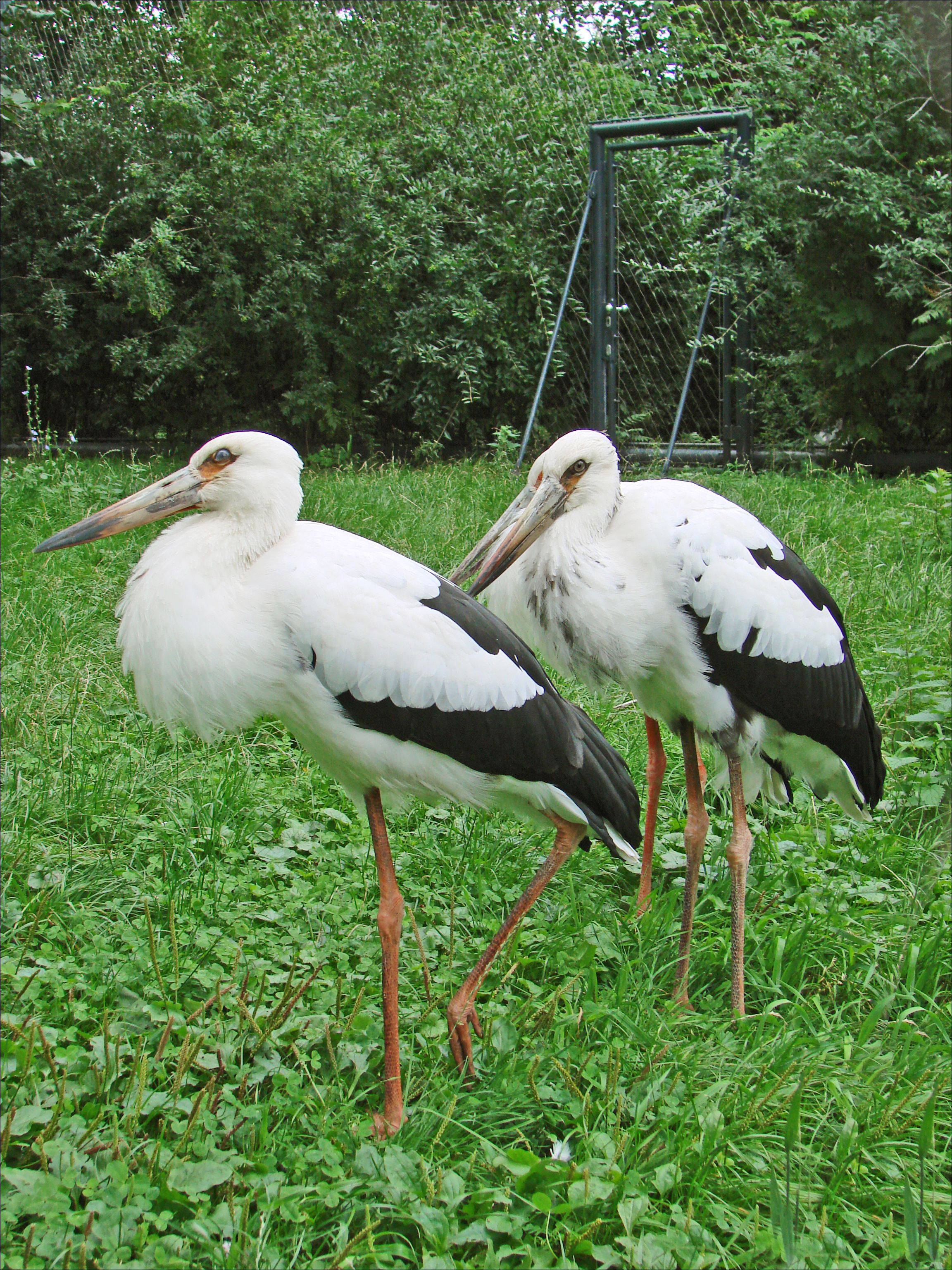
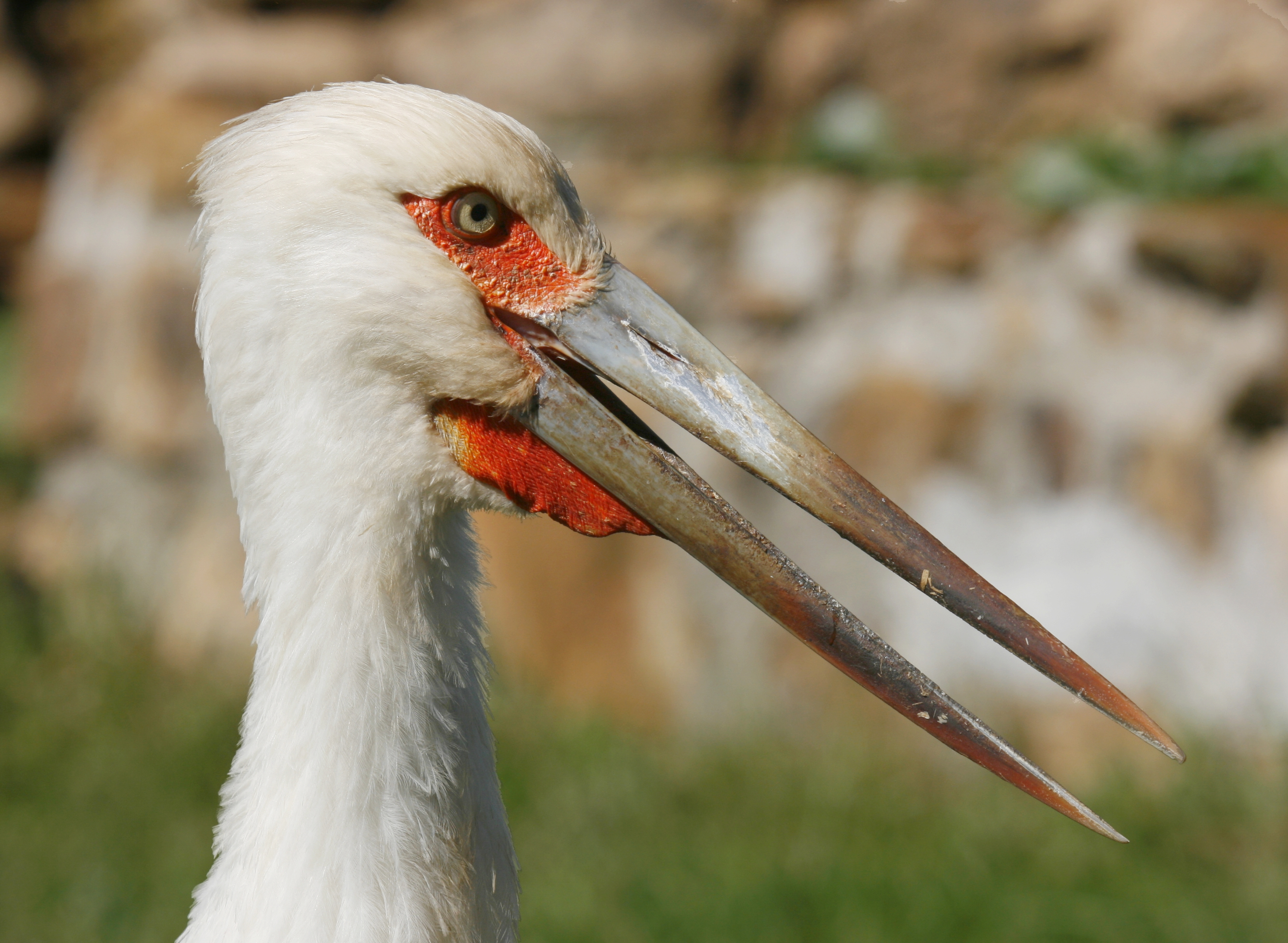
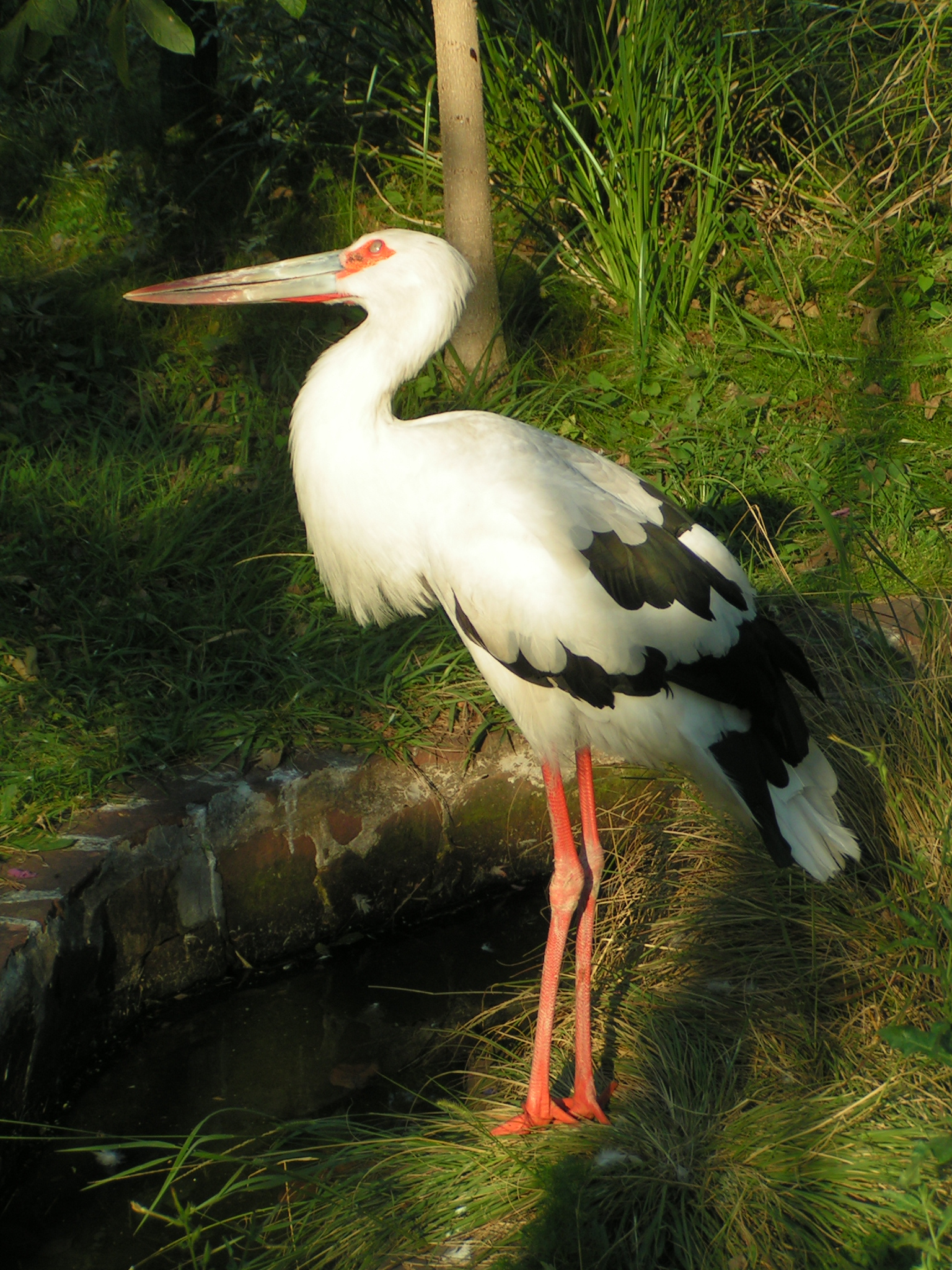
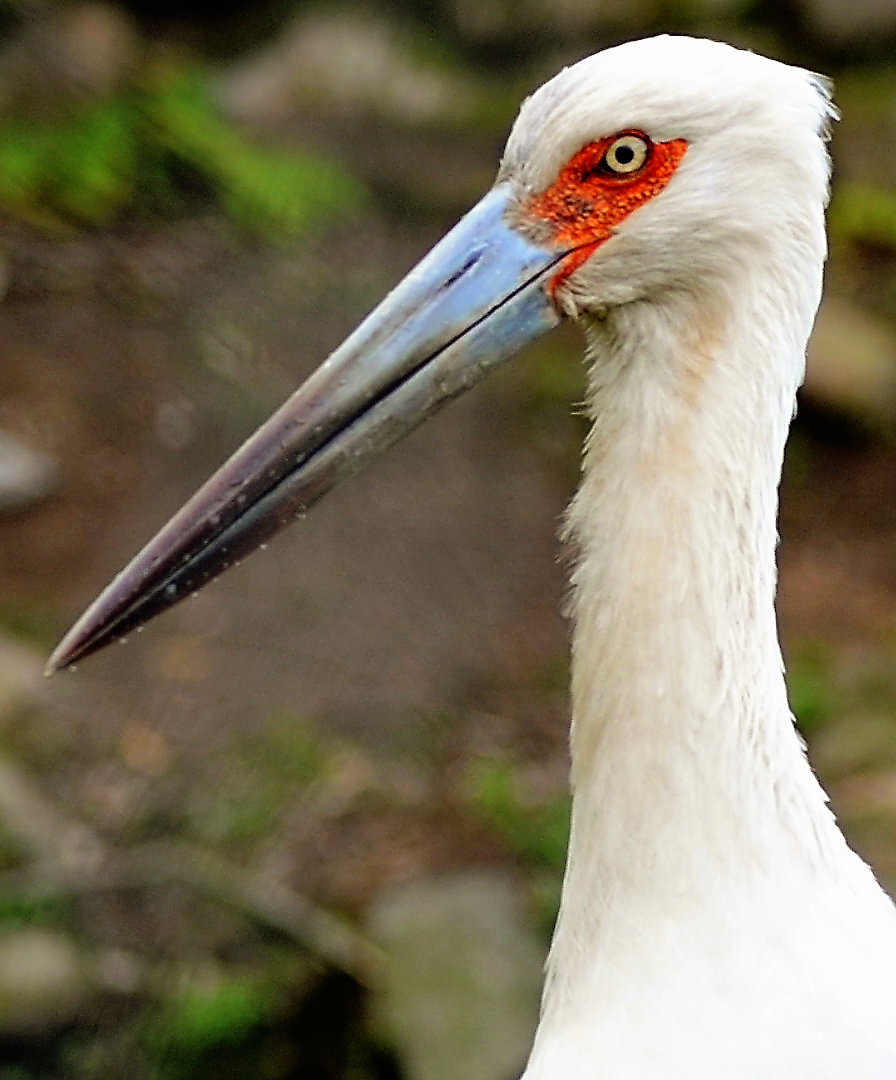
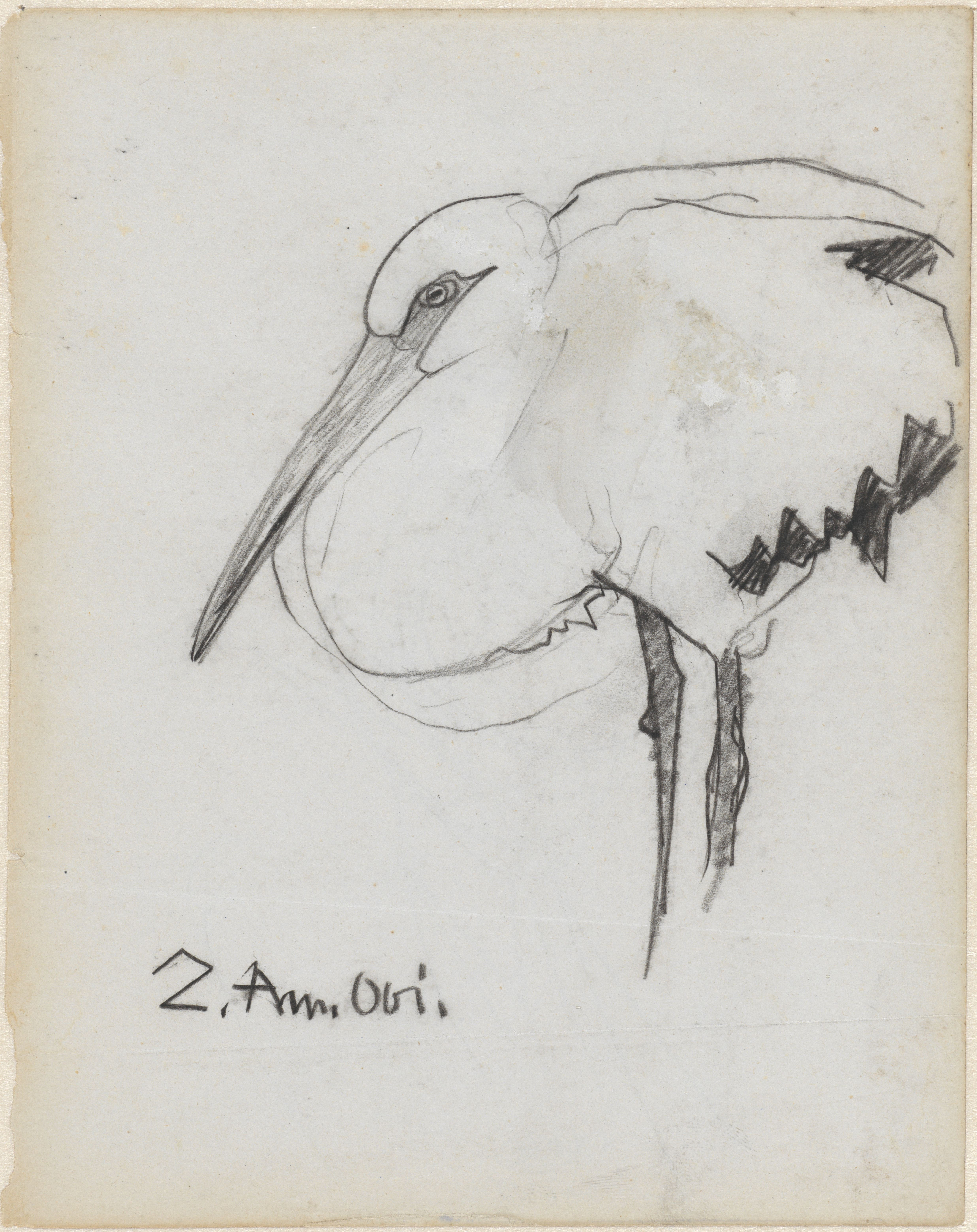